# 刘循子墨
刘循子墨（1986年10月12日—），北京人，毕业于中国传媒大学美术系，中国电影导演、编剧、演员。代表作有2021年的电影《扬名立万》。

## 生平
他生于艺术之家，6岁就跟父亲学习油画、国画。
2021年电影导演处女作《扬名立万》获得口碑票房佳绩。
2024年推出职场题材的电影《胜券在握》。

## 作品

### 演员
- 2015年《万万没想到》，饰 孙悟空
- 2016年《微微一笑很倾城》 饰 “ko”
- 2017年《建军大业》 饰 蔡和森
- 2020年《沐浴之王》 饰 闫胖子
- 2021年《迷妹罗曼史》 饰 刘德华

### 导演
- 2013年，网络短剧《报告老板》
- 2021年《扬名立万》
- 2024年《胜券在握》